# Sony Ericsson W810
W810 (även W810i och W810c) är en kamera och Walkmantelefon. Det är efterföljaren till W800.
Telefonen lanserades den 4 januari 2006 av Sony Ericsson. Telefonen är väldigt lik W800 men med flera förbättringar. Bland annat EDGE för snabbare trådlös överföring, bättre batteritid och en större display. Dessutom finns en 2-megapixelkamera med autofokus, och ett internminne på 20 MB utöver minneskortet på 512 MB som medföljer. Det finns också två utförande av W810: Satin Black (som på bilden) och vit. 
Sony Ericsson W810 kallas för W810i i Europa, Mellanöstern, Afrika, Indonesien och Amerika. W810c är tänkt att finnas på den kinesiska marknaden.